# James Rumbaugh
James E. Rumbaugh (nascido em Bethlehem, Pensilvânia, a 22 de agosto de 1947) é um cientista da computação e metodologista do modelo de desenvolvimento de software orientado a objetos, que é mais conhecido por seu trabalho em criar o Object Modeling Technique (OMT) e a Unified Modeling Language (UML).

James Rumbaugh

## Biografia
Nascido em Bethlehem, Pensilvânia, Rumbaugh bacharel em física do Instituto de Tecnologia de Massachusetts (MIT), mestre. em astronomia do Instituto de Tecnologia da Califórnia (Caltech), e recebeu um Ph. D. em ciência da computação do MIT com o Professor Jack Dennis.
Rumbaugh começou sua carreira na década de 1960, a Digital equipment Corporation (DEC) como um cientista de pesquisa. De 1968 a 1994 trabalhou na General Electric - Centro de Pesquisa e Desenvolvimento de tecnologia de desenvolvimento, ensino e consultoria. Na General Electric também liderou o desenvolvimento do Objeto-modeling technique (OMT), uma linguagem de modelagem de objetos para a modelagem de software e de design.
Em 1994, ingressou na Rational Software, onde trabalhou com Ivar Jacobson e Grady Booch ("os Três Amigos") para desenvolver a Unified Modeling Language (UML). Mais tarde, eles uniram suas metodologias de desenvolvimento de software, OMT, OOSE e Booch para o Rational Unified Process (RUP). Em 2003, mudou-se para a IBM, após a esta ter comprado a empresa Rational Software, na qual ele trabalhava. Ele se aposentou em 2006.

## Trabalho
Entre os seus principais interesses de pesquisa estão a descrição linguagens formais, "semântica do cálculo, ferramentas de produtividade de programação e aplicativos usando complexos algoritmos e estruturas de dados".
Em seu trabalho de graduação no MIT, Rumbaugh contribuiu para o desenvolvimento do fluxo de dados arquitetura de computadores. Sua tese descreveu a linguagem de programação paralela, processador paralelo de computador e uma base para uma arquitetura de rede, que orienta-se no fluxo de dados. Rumbaugh fez novas contribuições para a Técnica de Modelagem de Objetos, IDEF4, o Rational Unified Process (RUP) e Unified Modeling Language (UML).

## Publicações
Rumbaugh escreveu uma série de livros sobre a UML e RUP, juntamente com Ivar Jacobson, Grady Booch e Michael Blaha. Uma seleção inclui:
- 1975. Um Paralelo Assíncrono da Arquitetura De Computador Para Fluxo De Dados De Programas. MIT tese
- 1991. Modelagem Orientada a objetos e Design. Com os outros. Prentice Hall, ISBN 0-13-629841-9.
- 1996. OMT insights : perspectivas sobre a modelagem do Diário de Programação Orientada a Objeto. Prefácio de James Coplien.
- 1999. A unificação de processo de desenvolvimento de software.
- 2005. Modelagem orientada a objetos e projeto com UML.

## References
1. 1 2 3  Biography on InformIT Accessed 22 Jan 2010.
2. ↑  James E. Rumbaugh (1975) A Parallel Asynchronous Computer Architecture For Data Flow Programs.